# Оверслаг (Нідерланди)
Оверслаг (нід. Overslag) — село в нідерландській провінції Зеландія. Входить до муніципалітету Тернезен. По суті є частиною населеного пункту, розділеного державним кордоном, інша частина якого розташована на території Бельгії.
Його площа становить 6,84 км², а населення станом на 2021 рік складало 235 осіб.
Перша згадка про населений пункт датується 1542 роком.
До 1970 року мало статус окремого муніципалітету.

## Галерея

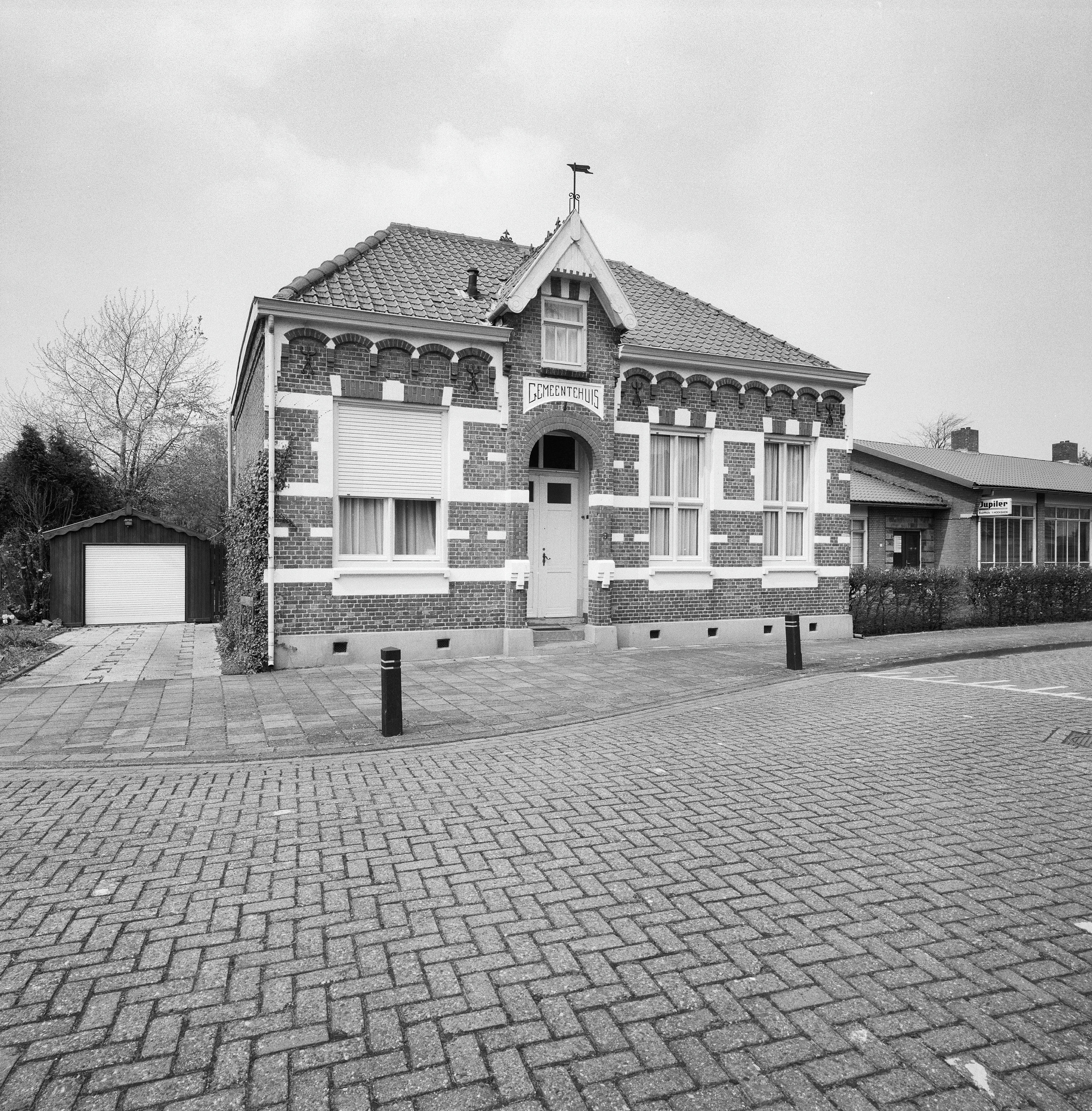
Будівля колишньої мерії
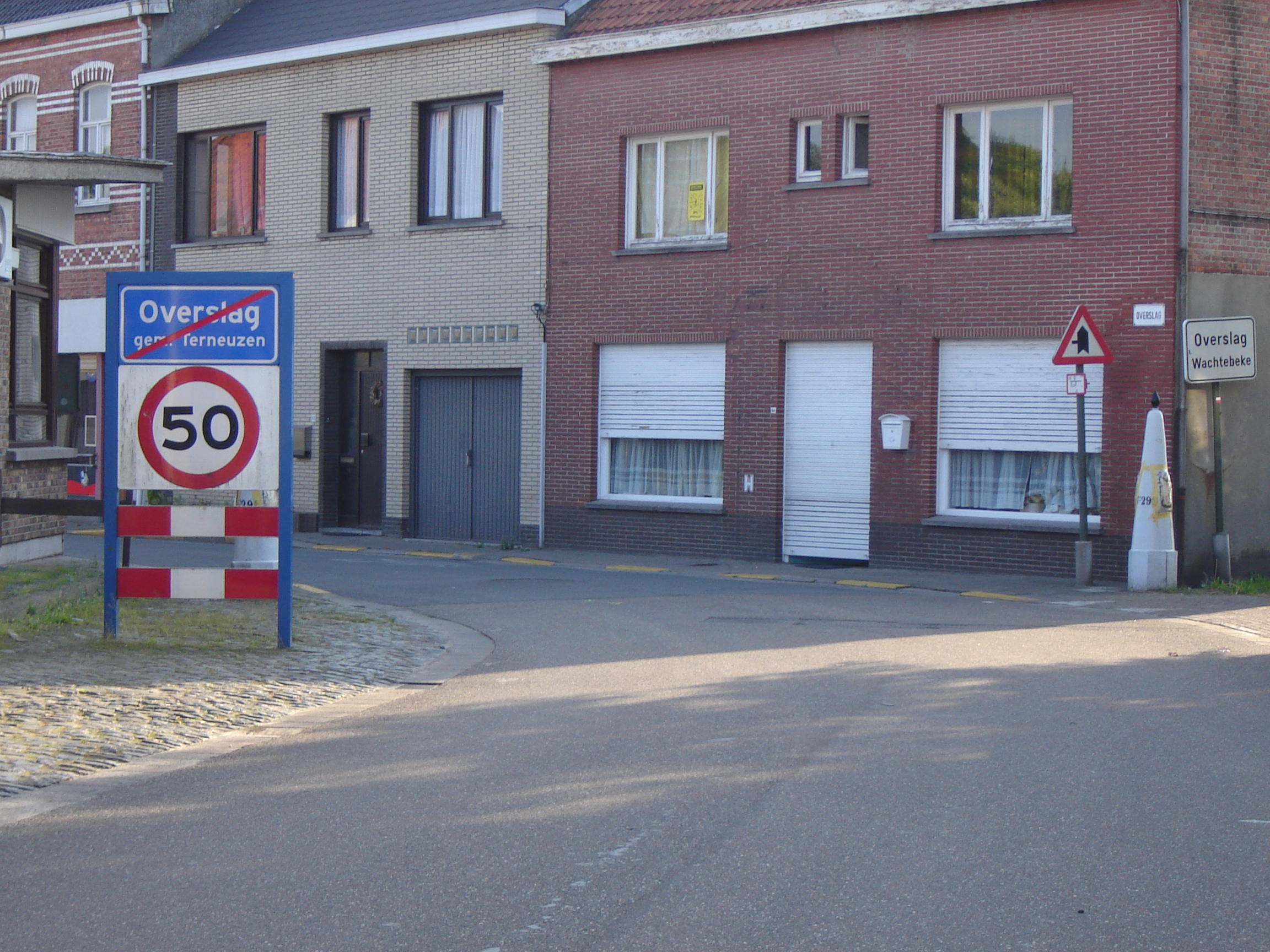
Вид на бельгійський бік села